# Vall del Cedró

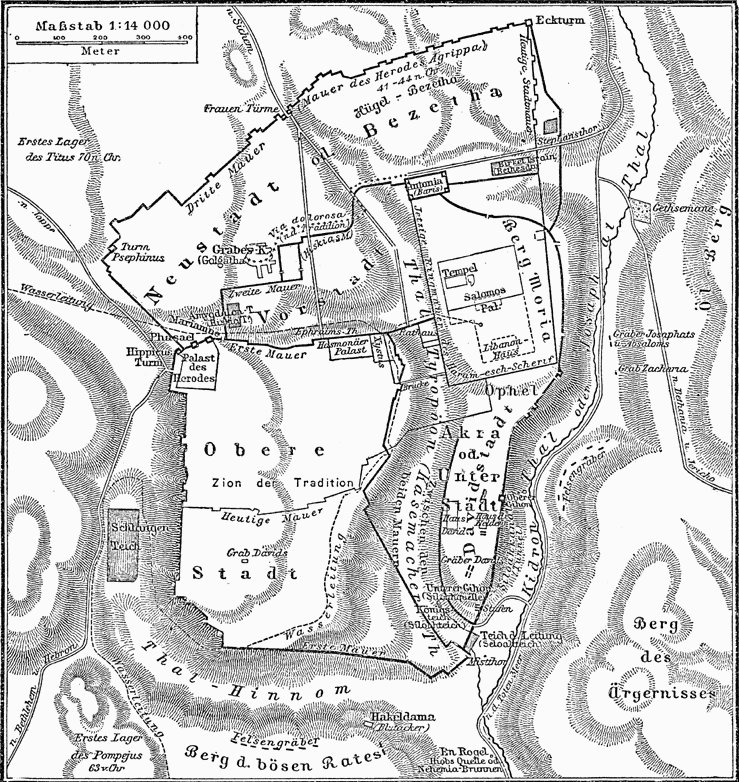
Mapa històric de Jerusalén amb la vall de Cedró a l'est de la ciutat.

El Cedró o Kidron (hebreu : he, Naḥal Qidron; també « vall de Qidron » ; àrab : ar, Wadi al-Joz) és una vall situada a Israel entre Jerusalem i el mont de les Oliveres, i és un lloc sovint evocat a la Bíblia. Al fons d'aquesta vall es troba el curs d'aigua que li ha donat el seu nom i que flueix només un cert període de l'any (aproximadament 9 mesos) però que coneix també riuades sobtades ocasionals en els mesos plujosos d'hivern. El riu ha afaiçonat l'estreta cadena de la Muntanya Scopus (818 m) i el mont de les Oliveres (808 m).
La vall del Cedró passa a uns quants centenars de metres al Nord del barri antic de Jerusalem i recorre els seus murs orientals, el mont del Temple, la ciutat de David i la separa del Mont de les Oliveres. Continua en direcció a l'est cap al desert de Judea i la Mar Morta. La colònia israeliana Kedar està situada en una aresta a sobre la vall. De vegades, l'aigua de la font de Gió fluïa a la vall, però va ser estat desviada pel túnel d'Ezequies per tal de subministrar-ne a Jerusalem.
Al temps de Crist, la vall del Cedró era sensiblement més profunda que avui, una vintena de metres aproximadament. Era encastada a l'oest per un tall abrupte mentre a l'est un pendent suau seguia la baixada del mont de les Oliveres. Semblaria haver estat en part omplerta pels romans.
Des de segles, la vall del Cedró és un lloc de sepultures. Durant el període hel·lenístic, al Segle I, van ser erigits magnífics monuments funeraris, encara visibles avui. Des de l'Edat mitjana, la tradició religiosa atribueix tres d'aquestes tombes a personatges importants de la història: Absalom, fill maleït del rei David; Jaume, « germà » de Jesús i primer bisbe de Jerusalem, i Zacaries, pare de Joan Baptista.
L'Evangeli menciona aquest lloc « on Jesús es retirava sovint amb els seus deixebles ». Aquí es troba l'església ortodoxa del Sepulcre de Maria.

## A la cultura
En els seus Destinées sur la poésie (Revue des deux mondes), Lamartine descriu la seva estada a Jerusalem, llavors devastada per la pesta. S'hi evoca la vall del Cedró.